# Helicopsyche planata
Helicopsyche planata är en nattsländeart som beskrevs av Ross 1956. Helicopsyche planata ingår i släktet Helicopsyche, och familjen Helicopsychidae. Inga underarter finns listade i Catalogue of Life.